# 에슈쉬르알제트
에슈쉬르알제트(프랑스어: Esch-sur-Alzette, 룩셈부르크어: Esch-Uelzecht, 독일어: Esch-an-der-Alzette, Esch-an-der-Alzig)는 룩셈부르크 남서부에 위치한 도시이다.
행정 구역상으로는 룩셈부르크 구에 속하는 주 가운데 하나인 에슈쉬르알제트주의 주도이며 룩셈부르크에서 두 번째로 큰 도시이다. 프랑스와 국경을 접하고 있고 알제트강의 계곡과 접한다. 룩셈부르크의 수도인 룩셈부르크시에서 북동쪽으로 약 15km 정도 떨어진 곳에 위치한다.

## 자매 도시
- 영국 베스날 그린
- 포르투갈 코임브라
- 독일 쾰른
- 벨기에 리에주
- 프랑스 릴
- 오스트리아 뫼들링
- 독일 오펜바흐암마인
- 프랑스 퓌토
- 네덜란드 로테르담
- 벨기에 생질
- 이탈리아 토리노
- 이탈리아 벨레트리
- 세르비아 제문